# King Kong Escapes
King Kong Escapes (Japanse titel: キングコングの逆襲/Kingu Kongu no Gyakushū, "King Kongs tegenaanval"; Nederlandse titel: King Kong ontsnapt; Vlaamse titel: King Kong is ontsnapt of King Kong tegen Dr. Who) is een Japans-Amerikaanse film over de fictieve gorilla Kong.
De film is een coproductie van Toho en producers Arthur Rankin Jr. en Jules Bass. De film verscheen in Japan in 1967. De film is gebaseerd op de animatieserie The King Kong Show.

## Verhaal
De slechte wetenschapper Dr. Who (niet te verwarren met de Doctor Who uit de gelijknamige Britse sciencefictionserie) bouwt een robotversie van King Kong (in de Japanse versie de Mechani-Kong genoemd). Dit met als doel de robot te gebruiken voor het opsporen en opgraven van het zogenaamde Element X, een zwaar radioactief materiaal. De robot blijkt hier echter niet toe in staat omdat de magnetische golven van het materiaal zijn systeem aantast.
Hierop gebruikt Dr. Who de Mechani-Kong om de echte King Kong te vangen en in een hypnotische trance te brengen, zodat hij voor hem het Element X kan opgraven. Als extra zekerheid ontvoeren ze Lt. Susan Miller, een vrouw op wie Kong verliefd is (zoals Ann Darrow in de originele film), haar vriend Lt. Commandant Jiro Nomura en Carl Nelson.
King Kong weet echter uit de trance te ontwaken, ontsnapt en zwemt naar Tokio. Susan en de anderen weten ook te ontsnappen. Dr. Who volgt Kong naar Tokio en activeert de Mechani-Kong om Kong weer te vangen. De Mechani-Kong grijpt Susan en klimt met haar naar de top van de Tokiotoren, waar het tot een gevecht komt tussen King Kong en Mechani-Kong. Uiteindelijk wint Kong wanneer Madame Piranha, een van Dr. Whos helpers, het controlesysteem van de Mechani-Kong vernielt. Hierop vernielt Kong Dr. Whos schip waarbij Dr. Who zelf omkomt.

## Rolverdeling
| Acteur         | Personage                 | Opmerkingen         |
| -------------- | ------------------------- | ------------------- |
| Rhodes Reason  | Commander Carl Nelson     |                     |
| Akira Takarada | Lt. Commander Jiro Nomura |                     |
| Linda Miller   | Lt. Susan Watson          |                     |
| Hideyo Amamoto | Dr. Who                   | (als Eisei Amamoto) |
| Mie Hama       | Madame Piranha            |                     |
| Paul Frees     | Stemmen in VS Versie      |                     |
| Julie Bennett  | Stemmen in VS Versie      |                     |
| Haruo Nakajima | King Kong                 |                     |
| Hiroshi Sekita | Mechani-Kong,Gorosaurus   |                     |

## Achtergrond
De film was gebaseerd op Rankin/Bass’ en Toei Animations animatieserie The King Kong Show. Zij hadden namelijk een contract waarin stond dat om de animatieserie te mogen maken, ze ook nog een live-action film van King Kong moesten maken.
Aangezien Toho al eens eerder een film met King Kong gemaakt had besloten ze samen te werken met dit bedrijf. Net als in de film King Kong vs. Godzilla werd Kong neergezet door middel van suitmation en werden de special effects geregeld door Eiji Tsuburaya.
Het oorspronkelijke plan was om King Kong te laten vechten tegen een enorm krabmonster genaamd Ebirah. Toho had echter al het plan om dit monster in een van hun Godzilla films te gebruiken dus gingen Rankin/Brass akkoord om in plaats daarvan aan het scenario van King Kong Escapes te werken.

## Trivia
- Toen in 1991 een remake van de film King Kong vs. Godzilla werd afgeblazen was Toho’s alternatieve plan om een film te maken van Godzilla tegen Mechani-Kong. Ook dit plan ging uiteindelijk niet door.
- Mechani-Kong inspireerde de creatie van Mechagodzilla en Gorosaurus werd één van Godzilla's sterkste bondgenoten tijdens het laatste gevecht van Destroy all Monsters.